# San Martín de Anllo
Anllo (llamada oficialmente San Martiño de Anllo) es una parroquia española del municipio de Sober, en la provincia de Lugo, Galicia.

## Otras denominaciones
La parroquia también es conocida por el nombre de San Martín de Anllo.

## Límites
Limita con las parroquias de Rosende al norte, Anllo al oeste, Proendos y Figueiroá al este y Bolmente al sur. También limita por el sur con el municipio orensano de Nogueira de Ramuín, del que está separada por el río Sil.

## Organización territorial
La parroquia está formada por diecisiete entidades de población, constando doce de ellas en el nomenclátor del Instituto Nacional de Estadística español:

### Entidades de población
Entidades de población que forman parte de la parroquia:
- Arxemil
- Barreal (O Barreal)
- Boca (A Boca)
- Bretonia (A Bertonía)
- Ferroños
- Fervenza
- Matamá
- Navas (Os Nabás)
- Naz (Naz de Arriba)
- Os Ferreiros
- Pena (A Pena)
- Sampaio (San Paio)
- San Martiño
- Toxedo (O Toxedo)
- Vixilde

### Despoblados
Despoblados que forman parte de la parroquia:
- Barreira (A Barreira)
- Couto (O Couto)

## Demografía
| Gráfica de evolución demográfica de Anllo entre 2000 y 2021 |
|                                                             |
| Datos según el nomenclátor publicado por el INE.            |